# ۱۵۴ (پیش از میلاد)
۱۵۴ (پیش از میلاد) ۱۵۴مین سال قبل از تقویم میلادی است.